# Европско првенство у атлетици у дворани 1971 — штафета 4 x 400 метара за мушкарце
Такмичење штафета 4 х 400 метара у мушкој конкуренцији на другом Европском првенству у атлетици у дворани 1971. одржаном у Фестивалској дворани у Софији 14. марта.
Титулу освојену у Бечу 1970. одбранила је штафета Совјетског Савеза.
Учествовало је 12 такмичара у 3 штафете из исто толико земаља.

## Рекорди
Извор:
| Рекорди пре почетка Европског првенства у дворани 1971. | Рекорди пре почетка Европског првенства у дворани 1971.             | Рекорди пре почетка Европског првенства у дворани 1971. | Рекорди пре почетка Европског првенства у дворани 1971. | Рекорди пре почетка Европског првенства у дворани 1971. | Рекорди пре почетка Европског првенства у дворани 1971. |
| ------------------------------------------------------- | ------------------------------------------------------------------- | ------------------------------------------------------- | ------------------------------------------------------- | ------------------------------------------------------- | ------------------------------------------------------- |
| Светски рекорд                                          | Јевгениј Борисенко, Јуриј Зорин, Борис Савчук, Александар Братчиков | Совјетски Савез                                         | 3:05,9                                                  | Беч Аустрија                                            | 14. март 1970.                                          |
| Европски рекорд у дворани                               | Јевгениј Борисенко, Јуриј Зорин, Борис Савчук, Александар Братчиков | Совјетски Савез                                         | 3:05,9                                                  | Беч Аустрија                                            | 14. март 1970.                                          |
| Рекорди европских првенстава                            | Јевгениј Борисенко, Јуриј Зорин, Борис Савчук, Александар Братчиков | Совјетски Савез                                         | 3:05,9                                                  | Беч Аустрија                                            | 14. март 1970.                                          |
| Рекорди после завршеног Европског првенства 1971.       |                                                                     |                                                         |                                                         |                                                         |                                                         |
| Нових рекорда није било                                 |                                                                     |                                                         |                                                         |                                                         |                                                         |

## Резултати
Због малог броја учесника одржана је само финална трка, а све три штафете су освојиле по медаљу.

### Коначан пласман
Извор:
| Пласман | Атлетичар                                                            | Земља           | Резултат | Белешка |
| ------- | -------------------------------------------------------------------- | --------------- | -------- | ------- |
|         | Валдемар Корицки, Јан Вернер, Анджеј Баденски, Јан Балаховски,       | Пољска          | 3:11,1   |         |
|         | Александар Братчиков, Семјон Кочер, Борис Савчук, Јевгениј Борисенко | Совјетски Савез | 3:11,9   |         |
|         | Krestju Христов, Александер Јанев, Александер Попов, Јордан Тодоров  | Бугарска        | 3:15,6   | НР      |

## Укупни биланс медаља у трци птафета 4 х 400 метара за мушкарце после 2. Европског првенства на отвореном 1970—1971.
|    | Земља           |   |   |   |   |
| -- | --------------- | - | - | - | - |
| 1. | Пољска          | 1 | 1 | 0 | 2 |
| 1. | Совјетски Савез | 1 | 1 | 0 | 2 |
| 3. | Бугарска        | 0 | 0 | 1 | 1 |
| 3. | Западна Немачка | 0 | 0 | 1 | 1 |
|    | Укупно {5}      | 2 | 2 | 2 | 6 |

|    | Атлетичар            | Земља           |   |   |   |   |
| -- | -------------------- | --------------- | - | - | - | - |
| 1' | Анджеј Баденски      | Пољска          | 1 | 1 | 0 | 2 |
| 1' | Јан Балаховски       | Пољска          | 1 | 1 | 0 | 2 |
| 1' | Јан Вернер           | Пољска          | 1 | 1 | 0 | 2 |
| 1' | Александар Братчиков | Совјетски Савез | 1 | 1 | 0 | 2 |
| 1' | Борис Савчук         | Совјетски Савез | 1 | 1 | 0 | 2 |
| 1' | Јевгениј Борисенко   | Совјетски Савез | 1 | 1 | 0 | 2 |